# Peder Olsen Walløe
Peder Olsen Walløe (* 1716; † 27. April 1793 in Kopenhagen) war ein dänischer Kaufmann und Forschungsreisender.

## Leben

### Ausbildung, Zeit als Böttcher und Handelsassistent
Peder Olsen Walløe war vermutlich der Sohn des Kopenhagener Seemanns und Hausbesitzers Ole Johnsen Walløe. Als mögliche Geburtsorte werden Kopenhagen, der Vallegård im Ibsker Sogn, der Vallegård oder die Vallemark im Nyker Sogn oder der Vallensgård im Aaker Sogn, alle jeweils auf Bornholm, angegeben. Nachdem Peder die Schule abgeschlossen hatte, begann er eine Lehre als Böttcher. Als 20-Jähriger nahm der Kaufmann Jacob Severin ihn unter Vertrag, woraufhin er als Böttcher auf den Schiffen nach Grönland arbeitete. Am 6. Juni 1739 nahm er an der Seeschlacht teil, bei dem die dänischen Handelsschiffe holländische Walfängerschiffe vor Ilulissat beschossen und enterten. Die erbeuteten Schiffe wurden nach Qasigiannguit gebracht, wo zwei von ihnen nach Kopenhagen fuhren, mit Walløe an Bord. Nachdem er in Europa überwintert hatte, kehrte er am 19. Mai 1740 nach Grönland zurück, wo er von Niels Egede in Qasigiannguit zum Böttcher ernannt wurde. 1742 kehrte er nach Dänemark zurück und überwinterte dort. 1743 wurde er von Jacob Severin zum Handelsassistenten befördert und wieder nach Grönland geschickt. Er lernte mit dem Hundeschlitten zu fahren und lernte Grönländisch durch den Kontakt mit der Bevölkerung, mit der er auf seinen Fahrten in der Diskobucht intensiven Handel betrieb. Einmal gelang es ihm 1745 einen gestrandeten Wal zu bergen, was zu hohen Einnahmen führte.

### Zeit als Freihändler
1748 zog sich Jacob Severin aus dem Grönlandhandel zurück und Peder Olsen Walløe bewarb sich um eine Freihandelslizenz, anstatt sich der Handelsgesellschaft zu unterstellen. Er hatte ursprünglich auch die Idee, eine Grönländerin zu heiraten und sich gemeinsam mit seinem Bruder Hans Olsen im Fjord Ameralik niederzulassen, um dort Viehwirtschaft zu betreiben. Er war anschließend als Freihändler in Nuuk tätig. Er wohnte bei der Herrnhuter Brüdergemeine in Noorliit. Nebenher nahm er mehrere Reisen vor: Im März 1749 unternahm er eine Handelsreise nach Norden, im Sommer 1749 fuhr er nach Südgrönland in die Nähe von Alluitsoq, wo er überwinterte und erst im April 1750 nach Nuuk zurückkehrte. Im Herbst 1750 besuchte er das Innere des Nuup Kangerlua und entdeckte dabei zufällig die Ruinen der Vestribyggð der Grænlendingar und bekam von der grönländischen Bevölkerung von den alten Sagen erzählt, in denen es um den Kontakt zwischen Grönländern und Skandinaviern geht. Im Winter 1750/51 reiste er nach Kangeq und im Februar 1751 nach Kangaamiut, von wo er im Mai zurückkehrte.

### Expedition nach Ostgrönland
Det almindelige Handelskompagni wollte den Freihandel abschaffen und schlug Walløe deswegen vor, auf Expedition zu gehen, um die Eystribyggð der Grænlendingar an der grönländischen Ostküste zu finden. Am 6. August 1751 reiste Walløe gemeinsam mit vier dänischen Matrosen und zwei grönländischen Ruderinnen mit einem Umiaq nach Süden. Er erreichte Südgrönland, das zu diesem Zeitpunkt noch nicht kolonisiert worden war. Walløe untersuchte die Gegend, fand einige mittelalterliche Ruinen und schlug die Gründung einer Kolonie vor. Anschließend zog er im Winter weiter gen Süden, um am Kap Farvel die Ostküste hinaufzufahren. Er kam nur etwa bis zum Kangerlussuatsiaq (Lindenow Fjord), bevor die Grönländer sich wegen der Eisverhältnisse weigerten weiterzureisen. Nach einem Jahr Reise trat die Gruppe folglich am 8. August 1752 die Heimreise an. Dieses Mal umrundeten sie nicht das Kap Farvel, sondern nahmen die kürzere Route durch den Prins Christian Sund. Sie überwinterten erneut in Südgrönland und erreichten am 23. Juni 1753 Paamiut, das zu diesem Zeitpunkt die südlichste Kolonie Grönlands war. Von dort aus kehrte er nach Kopenhagen zurück, wo er mitteilen musste, die Eystribyggð nicht gefunden zu haben. Tatsächlich hatte er zwei Winter dort verbracht, da sie tatsächlich in Südgrönland und nicht wie wegen des Namens vermutet, in Ostgrönland lag.

### Spätes Leben in Dänemark
Nach seiner Rückkehr ließ er sich wegen mangelnder anderweitiger Karrieremöglichkeiten in Kopenhagen oder Grönland auf Bornholm nieder. Dort wurde er Kapitän und Kaufmann in Rønne. Am 9. Februar 1759 heiratete er die Witwe Elisabeth Bohn (1723–1786), Tochter des Kaufmanns und Kämmners Herman Klausen Bohn (1682–1755) und Elsebet Rasch (1677–1756). 1765 bewarb er sich erfolglos um das Amt des Stadt- und Herredsschreibers in Rønne. Er geriet wegen seiner vermeintlich missglückten Expedition völlig in Vergessenheit. Nach dem Tod seiner Frau 1786 kehrte er nach Kopenhagen zurück, wo er 70-jährig Packhausaufseher wurde, aber kurz darauf gab er die Arbeit auf. Er bat um eine Pension, die ihm aber nicht gewährt wurde. Otto Fabricius gab 1787 Auszüge seines Tagebuchs heraus, das später auch noch von Louis Bobé herausgegeben wurde. 1788 veröffentlichte er eine Abhandlung darüber, wie man mit dem Umiaq nach Ostgrönland segelt, auf die sich 1828–30 Wilhelm August Graah und 1883–85 Gustav Frederik Holm auf ihren jeweiligen Expedition stützten. Für diese Abhandlung erhielt er schließlich dennoch etwas Geld, um seine letzten Lebensjahre zu verbringen. Poul Egede hatte ihn zudem 1787 bei sich ihm Kopenhagener Waisenheim einquartiert. Peder Olsen Walløe starb dort 1793 im Alter von rund 77 Jahren.